# Zielonczyn (jezioro)
Zielonczyn – jezioro na Równinie Goleniowskiej, położone w gminie Stepnica, w powiecie goleniowskim, w woj. zachodniopomorskim. Jezioro powytopiskowe, leży na obszarze zlewni Zalewu Szczecińskiego w okolicy miejscowości Zielonczyn. 
Powierzchnia zbiornika wynosi 3,99 ha, głębokość 2 m, lustro wody położone jest na wysokości 7,4 m n.p.m.
Według typologii rybackiej jest jeziorem karasiowym.